# Torpédovka typu 1939
Torpédovka typu 1939 (jinak též třída Elbing) byla třída torpédovek (fakticky spíše eskortních torpédoborců) německé Kriegsmarine z období druhé světové války. Sloužit měly jako eskortní plavidla, popřípadě působit samostatně na vedlejších bojištích. Celkem bylo dokončeno patnáct jednotek této třídy. Po jedné po jejím skončení provozovalo francouzské a sovětské námořnictvo.

## Stavba
Torpédovky byly výrazně větší, než předcházející typ 1937. Měly výrazně lepší nautické vlastnosti, silnější výzbroj a prodloužený dosah. Celkem bylo dokončeno patnáct jednotek této třídy. Všechny postavila loděnice Schichau v Elbingu. Do služby byly přijaty v letech 1942–1944.
Jednotky typu 1939:
| Jméno | Založení kýlu | Spuštěna          | Vstup do služby | Poznámka |
| ----- | ------------- | ----------------- | --------------- | --- |
| T22   | 1940          | 1941              | únor 1942       | Dne 20. srpna 1944 potopena minou v Narvském zálivu. |
| T23   | 1940          | 14. června 1941   | červen 1942     | 1945 předána Velké Británii, 1946 předána Francii jako L'Alsacien (T07). Od roku 1950 trupové číslo D604. Vyřazena 1954.                                  |
| T24   | 1940          | 13. září 1941     | říjen 1942      | Dne 24. srpna 1944 potopena britským letectvem v ústí Gironde.                                                                                            |
| T25   | 1940          | 1. prosince 1941  | prosinec 1942   | Dne 28. prosince 1943 potopena britskými lehkými křižníky HMS Glasgow a HMS Enterprise v bitvě v Biskajském zálivu.                                       |
| T26   | 1941          | 26. března 1942   | únor 1943       | Dne 28. prosince 1943 potopena britskými lehkými křižníky Glasgow a Enterprise v bitvě v Biskajském zálivu.                                               |
| T27   | 1941          | 20. června 1942   | duben 1943      | Dne 29. dubna 1944 potopena britským lehkým křižníkem HMS Black Prince a torpédobroci třídy Tribal HMS Ashanti, HMCS Athabaskan, HMCS Haida a HMCS Huron. |
| T28   | 1941          | 8. října 1942     | červen 1943     | 1945 předána Velké Británii, 1946 předána Francii jako Le Lorrain (T08). Od roku 1950 trupové číslo D605. Vyřazena 1955.                                  |
| T29   | 1942          | 16. ledna 1943    | srpen 1943      | Dne 26. dubna 1944 potopena britským lehkým křižníkem Black Prince a torpédoborci Ashanti, Athabaskan, Haida a Huron.                                     |
| T30   | 1942          | 13. března 1943   | říjen 1943      | Dne 20. srpna 1944 potopena minou v Narvském zálivu. |
| T31   | 1942          | 22. května 1943   | únor 1944       | Dne 20. června 1944 potopena ve Finském zálivu sovětskými torpédovýmci čluny.                                                                             |
| T32   | 1942          | 17. dubna 1943    | květen 1944     | Dne 20. srpna 1944 potopena minou v Narvském zálivu. |
| T33   | 1943          | 4. září 1943      | červen 1944     | 1946 předána Sovětskému svazu jako Primernyj. Poslána do šrotu 1956.                                                                                      |
| T34   | 1943          | 23. října 1943    | srpen 1944      | Dne 20. listopadu 1944 potopena v Baltském moři minou položenou sovětskou ponorkou L3.                                                                    |
| T35   | 1943          | 12. prosince 1943 | říjen 1944      | 1945 předána USA a testována s trupovým číslem (DD935), 1948 předána Francii a využita na náhradní díly.                                                  |
| T36   | 1943          | 5. února 1944     | prosinec 1944   | Dne 4. května 1945 potopena sovětským letectvem ve Swinemünde.                                                                                            |

## Konstrukce

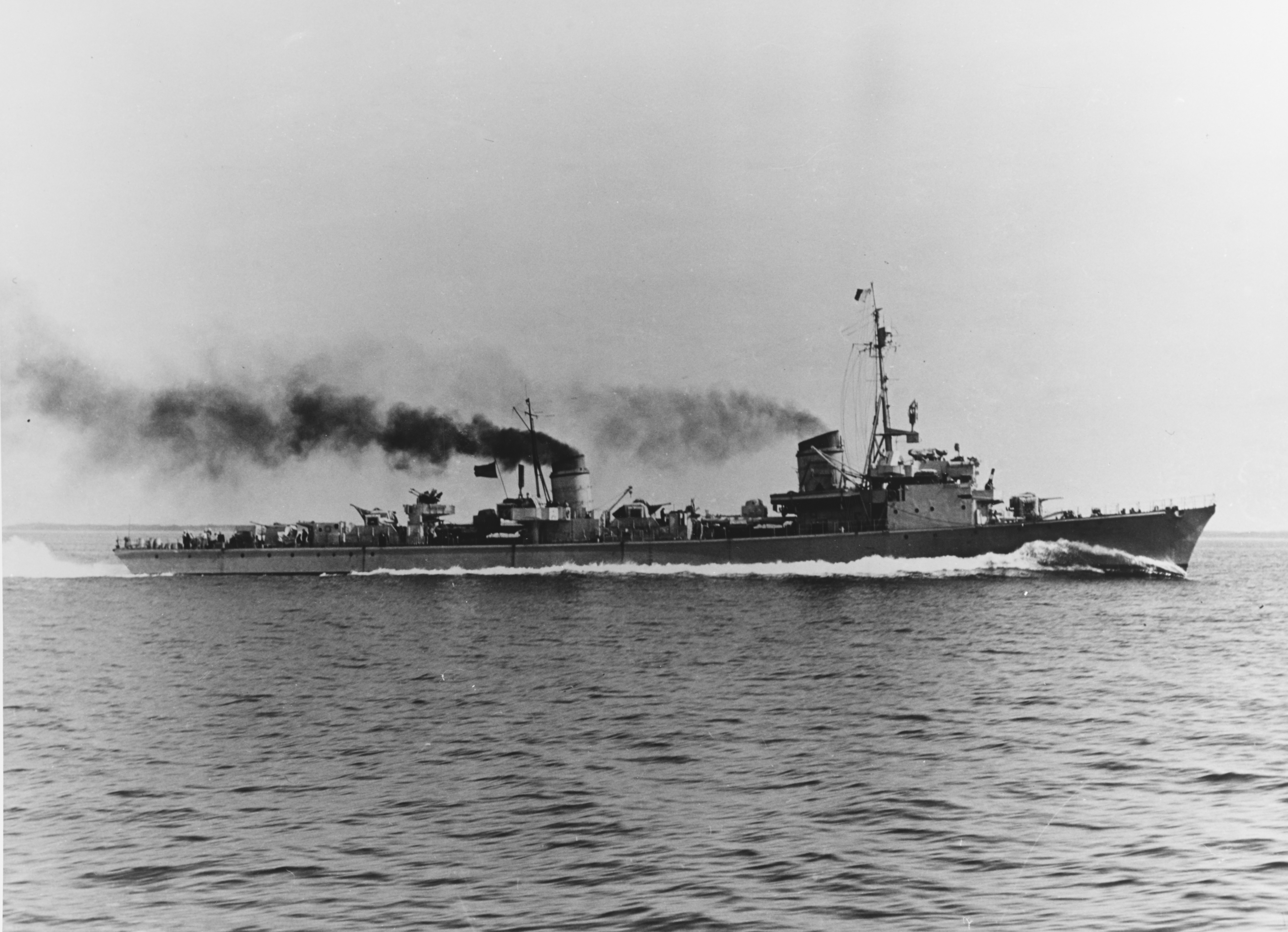
T35

Výzbroj tvořily čtyři 105mm kanóny, čtyři 37mm kanóny, šest 20mm kanónů (jednotky T31-T36 nesly devět 20mm kanónů) a dva otočné trojité 533mm torpédomety, umístěné v ose trupu. Doplňovaly je dva vrhače hlubinných pum se zásobou 32 kusů. Unést mohly až 50 námořních min. Pohonný systém tvořily čtyři kotle Wagner a dvě parní turbíny Wagner o výkonu 29 000 hp, pohánějící dva lodní šrouby. Nejvyšší rychlost dosahovala 32,5 uzlu. Dosah byl 5000 námořních mil při rychlosti 19 uzlů.